# Visoki Dečani
Visoki Dečani (in serbo: Манастир Високи Дечани) è un grande monastero della Chiesa ortodossa serba in Kosovo, a 12 chilometri a sud della città di Peć. Il suo catholicon è la più grande chiesa medievale dei Balcani e contiene il più grande affresco ortodossa che si sia conservato fino a noi.

## Storia
Il monastero venne fondato in un castagneto dal re serbo Stefano Dečanski nel 1327. Il suo atto di fondazione ufficiale risale al 1330. L'anno successivo il re morì e venne sepolto nel monastero, che quindi divenne il suo santuario, infatti l'epiteto "Dečanski" deriva direttamente dal monastero che egli fondò. La costruzione venne proseguita da suo figlio Stefano Dušan fino al 1335, ma la decorazione parietale non venne ultimata fino al 1350.

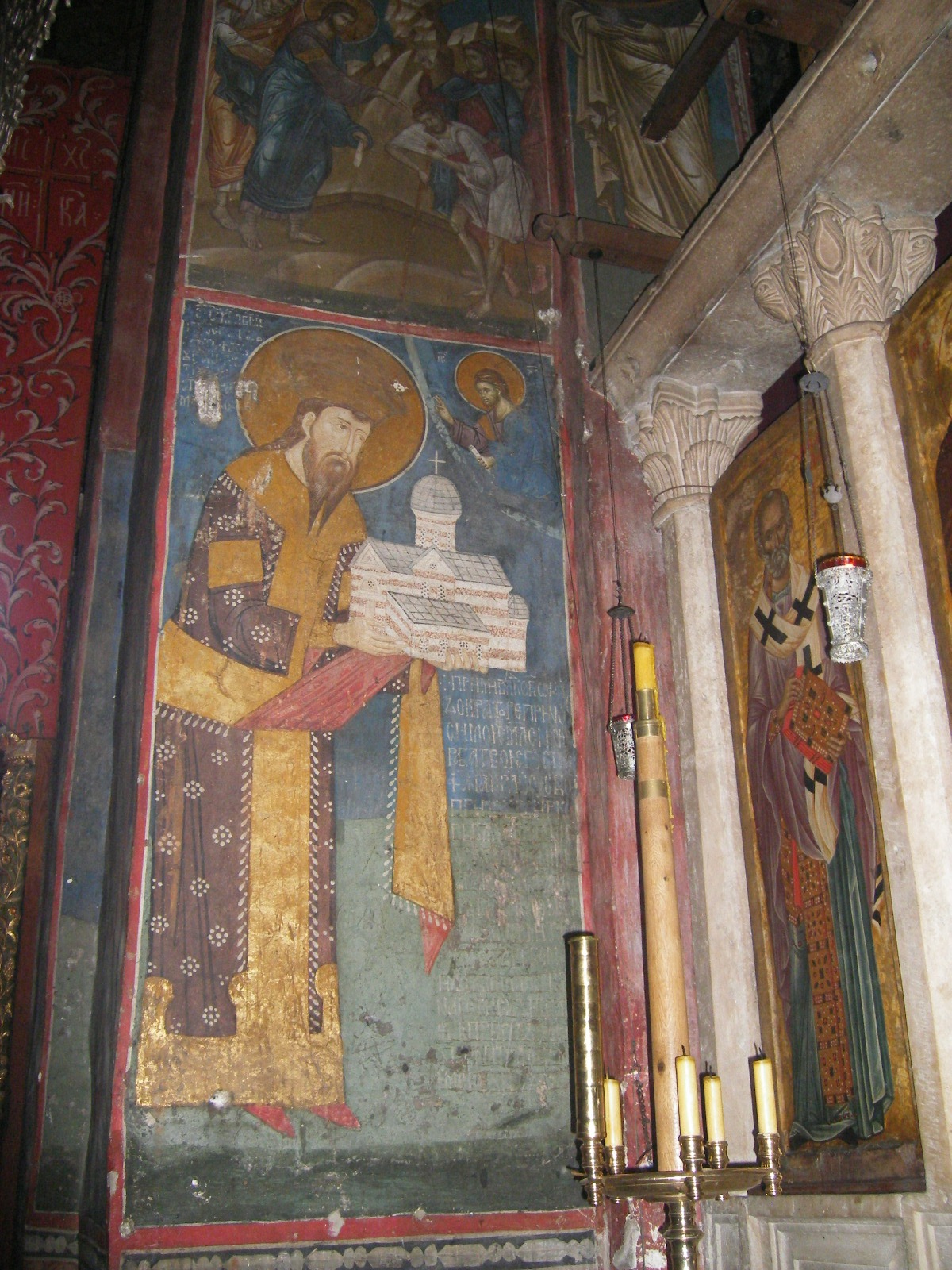
Uno degli affreschi della chiesa che raffigura il fondatore del monastero.

Il catholicon, dedicato a Cristo Pantocratore e costruito con blocchi di marmo rosso-violaceo, giallo e onice, fu eretta da mastri costruttori sotto la guida del frate francescano Vito da Cattaro. Si distingue dalle altre chiese serbe contemporanee per le sue dimensioni imponenti e il suo aspetto tipicamente romanico. I suoi famosi affreschi comprendono un migliaio circa di ritratti e ripercorrono tutti gli episodi principali del Nuovo Testamento. Il catholicon contiene l'iconostasi lignea originale del XIV secolo, il trono dell'egumeno e il sarcofago scolpito di re Stefano.
Nel 2004 il monastero entrò a far parte dell'elenco dei Patrimoni dell'umanità dell'UNESCO. Oggigiorno il monastero è sotto la protezione delle Nazioni Unite e della KFOR.